# Марин II
Марин II (на латински: Marinus II), наричан през късното Средновековие и Мартин III, е папа от 30 октомври 942 г. до май 946 г.
Той е от римски произход и преди да стане папа е епископ на San Ciriaco. Той е третият папа, избран чрез въздействието на тогава всемогъщия в Рим княз Алберих II на Сполето.